# Віктор Арістісабаль
Віктор Арістісабаль (ісп. Víctor Aristizábal; нар. 9 грудня 1971, Медельїн) — колишній колумбійський футболіст, нападник.

## Клубна кар'єра
У дорослому футболі дебютував 1990 року виступами за «Атлетіко Насьйональ», в якому провів чотири сезони, взявши участь у 142 матчах чемпіонату.
Згодом, з 1994 по 2004 рік, грав у складі «Валенсії», «Атлетіко Насьйоналя», «Сан-Паулу», «Сантуса», «Депортіво Калі», «Віторії» (Салвадор), «Крузейру» та «Корітіби».
Завершив професійну ігрову кар'єру у клубі «Атлетіко Насьйональ», у складі якого Віктор розпочинав ігрову кар'єру. Вчетверте він прийшов до команди 2005 року і захищав її кольори до припинення виступів на професійному рівні у 2007 році.

## Виступи за збірну
1992 року залучався до складу збірної Колумбії U-23, у складі якої брав участь в Олімпійських іграх 1992 року в Барселоні.
1993 року дебютував в офіційних матчах у складі національної збірної Колумбії.
У складі збірної був учасником розіграшу Кубка Америки 1993 року в Еквадорі, на якому команда здобула бронзові нагороди, чемпіонату світу 1994 року у США, розіграшу Кубка Америки 1995 року в Уругваї, на якому команда знову здобула бронзові нагороди, розіграшу Кубка Америки 1997 року у Болівії, чемпіонату світу 1998 року у Франції, домашньому розіграшу Кубка Америки 2001 року, здобувши того року титул континентального чемпіона, та розіграшу Кубка Конфедерацій 2003 року у Франції.
Протягом кар'єри у національній команді, яка тривала 11 років, провів у формі головної команди країни 66 матчів, забивши 15 голів.

## Титули і досягнення

### Командні
- Чемпіон Колумбії (6):

«Атлетіко Насьйональ»: 1991, 1994, 1999, Апертура 2005, Апертура 2007, Фіналізасьйон 2007.
- Чемпіон Бразилії (1):

«Крузейру»: 2003
- Володар Кубка Бразилії (1):

«Крузейру»: 2003
- Володар Кубка Америки (1):

Колумбія: 2001
- Бронзовий призер Кубка Америки: 1993, 1995

### Особисті
- Найкращий бомбардир Кубка Америки: 2001 (6 голів)
- Найкращий бомбардир чемпіонату Колумбії: 2005